# Parc provincial Short Hills
Le parc provincial Short Hills (anglais : Short Hills Provincial Park) est un parc provincial de l'Ontario situé à Saint Catharines et Pelham en Ontario (Canada).